# Bayonne
Bayonne là một xã trong tỉnh Pyrénées-Atlantiques, thuộc vùng Nouvelle-Aquitaine của nước Pháp, có dân số là 44.300 người (thời điểm 2005). Bayonne là thành phố lớn thứ nhì của tỉnh sau Pau.

## Những người con của thành phố
- Léon Bonnat, họa sĩ
- Jean Baptiste du Casse, đô đốc
- René Cassin, luật gia, nhà ngoại giao, Giải thưởng Nobel hòa bình 1968
- Marie Darrieussecq, nhà văn nữ
- Didier Deschamps, vận động viên bóng đá, huấn luyện viên
- Antoine III. de Gramont, nhà quân sự, nhà ngoại giao và chính khách, thống chế của Pháp
- Roger Lapébie, vận động viên đua xe đạp
- Michel Portal, nhạc sĩ jazz
- Katia và Marielle Labèque, nghệ sĩ dương cầm